# Astério, o Sofista
Astério, o Sofista (m. ca. 341) foi um teólogo cristão ariano da Capadócia. Poucos dos seus escritos foram recuperados inteiramente (última edição de Markus Vinzent). Acredita-se que tenha sido um pupilo de Luciano de Antioquia, mas não está claro até que ponto era este o caso. Fragmentos de sua obra, Syntagmation, foram preservados por Atanásio de Alexandria e Marcelo de Ancira.
Suas obras sobreviventes incluem um comentário sobre os Salmos, uma carta à Eusébio, o Syntagmation e uns poucos fragmentos